# Parochetus
Parochetus Buch.-Ham. ex D. Don, 1825 è un genere di piante della famiglia delle Fabacee (sottofamiglia Faboideae, tribù Trifolieae).

## Etimologia
Il nome del genere deriva dal greco παρά (para), «vicino, presso», e oχετός (ochetos), «letto di fiume, canale», in riferimento all'habitat di queste piante, localizzato sulle sponde di fiumi e ruscelli.

## Distribuzione e habitat
È un genere paleotropicale ristretto alle aree montane delle regioni tropicali di Africa (P. africanus) e Asia (P. communis).

## Tassonomia
Il genere comprende 2 specie:
- Parochetus africanus Polhill
- Parochetus communis Buch.-Ham. ex D.Don